# Nora Trotta
Nora Edith Zylberlicht Trotta (Buenos Aires, 10 de febrero de 1952) es una economista y empresaria argentina.

## Reseña biográfica
Nora nació en Buenos Aires el 10 de febrero de 1952. Es licenciada en Economía recibida en la Universidad de Buenos Aires (1975) y cuenta con un postgrado en Economía Monetaria y Bancaria Universidad Católica Argentina.

### Carrera profesional
Inició su carrera profesional en el sector público como analista de investigaciones económicas en el Banco Central de la República Argentina (1972).
En 1977 pasó al sector privado, como subgerente financiero del Banco Tornquist/Credit Lyonnais, entidad encargada de la colocación en el mercado internacional de las acciones provenientes de las privatizaciones de Entel y de YPF, en 1990 y 1993 respectivamente. Entre 1995 y 1998 fue Directora Financiera y Presidente de la Sociedad Gerente de los Fondos Comunes de Inversión del Banco Tornquist.
Entre 1998 y 2001 se desempeñó como Directora de inversiones de Generar AFJP, para luego asumir la posición de Directora Financiera del Banco Sudameris y Vicepresidente de la Sociedad Gerente de Fondos Comunes de Inversión. Más tarde sería designada Directora del Mercado de Valores de Buenos Aires y de la Bolsa de Comercio.

### Carrera Empresarial
En el año 2004 fundó, junto con el Grupo López León, la empresa Gainvest SA Sociedad Gerente de Fondos Comunes de Inversión, organización de la cual también fue Presidente para su operaciones en Argentina, Uruguay y Brasil, hasta vender su participación en la compañía al grupo Internarional Assets Holding Corporation (hoy StoneX Group LLC Nasdaq:SNEX).
Desde 2012 y hasta 2019 presidió MegaINVER S.A., una administradora de fondos comunes de inversión, creada junto a Miguel Kiguel y que desde 2013 tiene como accionista a Holding Puente. Actualmente se desempeña como Directora de PPI Inversiones, desarrollando el área de Fondos Comunes de Inversión y Mercado de Capitales.
En el año 2018 el señor Eduardo Elsztain la invitó a formar parte del directorio del Banco Hipotecario.

## Premios y reconocimientos
En 1970 Nora recibió la Medalla de Oro al Mejor Promedio, Escuela Superior de Comercio Carlos Pellegrini & Fundación Bolsa de Comercio. 